# Неофит Рилски
 Тази статия е за българския просветен деец.  За селото в Североизточна България вижте Неофит Рилски (село).  
Неофит Рилски е български монах, учител и художник. Една от водещите фигури в българското просветно движение през първата половина на XIX век, той е определян от известния българист Константин Иречек като „патриарх на българските учители и книжовници“.

## Биография

### Детски и юношески години
Обикновено се приема, че Неофит Рилски е роден през 1793 година в Банско, но според други сведения това става през 1790 година в село Баня (Гулийна баня), Разложко. Светското му име е Никола Поппетров Бенин. Баща му, поп Петър Бенин, е от рода Бениновци и е първият учител в Банско, а майка му Екатерина е от род на заможни разложки търговци на памук. Никола получава началното си образование в килийното училище на баща си. Негов дядо е игуменът на Рилския манастир Теодосий I Рилски.

Още от детска възраст Никола Бенин е близък приятел със съгражданина си Димитър Молеров, чийто баща е зографът Тома Вишанов Молера, създател на Банската живописна школа. Когато Димитър заминава за Рилския манастир, за да се учи за иконописец. Никола не може да се раздели с него и, против волята на баща си, също отива в манастира, бягайки от вкъщи. Отначало започва да учи иконопис, но тя скоро му омръзва и той става послушник при проигумена Йеротей Рилски, който го покалугерява през 1811 година и му дава монашеското име Неофит. След като приема монашеството, Неофит е изпратен да продължи образованието си в Мелник. Тук от 1822 до 1826 година се учи при погърчения влах Адам Запекос и усвоява добре преподаваното от него. След това учи и във Велес.

### Учителска дейност
През 1827 година Неофит започва да преподава в Самоков, където известно време е секретар на епископ Игнатий. Негов ученик и впоследствие близък приятел е Захарий Зограф. Младият иконописец и художник приема своя учител като свой духовен водач и съветник. Двамата водят активна кореспонденция, която е ценен биографичен източник, до самата твърде ранна смърт на Захарий Зограф през юни 1853 година. След Одринския мир от 1829 година епископът е убит и Неофит се връща в Рилския манастир. Там той работи като учител до 1833 година, когато част от манастира изгаря. Тогава той и неколцина други монаси са пратени при патриарха за да издейства разрешение за възстановяването на църквата, както и за събиране на помощи за това. Мисията се увенчава с успех, ако се съди по султанския ферман от 10 ноември 1833 година.
Още същата година Неофит става духовник при метоха в Казанлък. Там среща търновския митрополит, който по искане на Васил Априлов го изпраща в Букурещ, за да изучи алилодидактическата метода в тамошното гръцко училище. Той му възлага и трудната задача да съчини учебници за проектираното от Априлов взаимно училище в Габрово. През 1834 година Неофит се връща в България и на 2 януари 1835 година първото габровско взаимно училище отваря врати. Неофит преподава известно време в Габрово, като същевременно прави първия успешен превод на Новия Завет на новобългарски език. Тъй като не се разбира добре с учителите и учениците, той напуска и става учител в Копривщица. 
През 1836 година създава първия български глобус, т.нар. Глобус на Неофит Рилски.
През този период Неофит Рилски издава множество учебници и учебни пособия, намерили широко приложение в просветната дейност в страната: „Взаимоучителни таблици“ (1835), „Буквар, извлечен от взаимоучителните таблици“ (1835), „Свещенний краткий катехизис“ (1835), „Краткое и ясное изложение... на гръцкия език“ (1835), „Българска граматика“ (1835), „Краснописание“ (1837).
След две години учителстване в Копривщица Неофит се прибира в манастира, и продължава книжовната си дейност. След като получава покана да преподава славянски езици в богословското училище на остров Халки, където е от 1848 до 1852 година, след което се връща в Рилския манастир, поради върлуващата в училището холера. През 1851 г. излиза неговата „Аритметика“, а година по-късно – „Христоматия славянского язика“. От 1852 година до края на живота си се посвещава на книжовна дейност в Рилската обител.

### Последни години
През 1858 година идва предложение от търновци до Неофит да стане ректор на проектираната от тях семинария, но след като преценява силите си, той отказва. От 1860 до 1864 година служи като игумен на Рилския манастир. През 1875 година е издаден неговият „Словар на българския език, изтълкуван от църковно-славянски и гръцки език“, а през 1879 година – „Описание болгарскаго священнаго монастира Рилскаго“.
Неофит Рилски умира на 4 януари 1881 година в Рилския манастир.

## Съчинения
- Болгарска грамматика. Крагуевац (1835). в Общомедия (Първа българска граматика)
- Краткое и ясное изложение за разделението, начертанието, именованието и произношението на писмената и правила за срицанието, просодиата и слогат и за правото чтение на грецеския язык. Белград (1835)
- Новый Завет Господа нашего Иисуса Христа. Сега ново преведенный от славенский на болгарский язык от Неофита, иеромонаха Рылца Издание трето. 3.   Лондон, В. Ватсъ, 1859.
- "Службы съ Житиемъ преподабнагω и богоноснагω оца нашегω Iωанна Рылскаго чωдотворца", Белград, 1836 г.
- Словар на българския език, изтълкуван на църковнославянски и гръцки език. А – Благоизправляю. Цариград, 1875.
- „Приложение при главното мое завещание сиреч дополнение к нему, написано во 1876-е лето Марта 1-й“, Рилски Манастир, 15 декември 1880 година